# روبرت هوهانیسیان
روبرت هوهانیسیان (ارمنی: Ռոբերտ Հովհաննիսյան; زاده ۲۳ مارس ۱۹۹۱) شطرنج‌باز اهل ارمنستان است که در سال ۲۰۱۰ عنوان استادبزرگ شطرنج توسط فیده به وی اعطا گردیده‌است. در ژانویه ۲۰۱۱ در ۷۱مین دوره مسابقات قهرمانی شطرنج ارمنستان به مقام قهرمانی رسید. در ژوئیه ۲۰۱۱ عضو تیم ارمنستان، برنده مدال طلا در مسابقات قهرمانی تیمی شطرنج جهان در نانگبو بود. در نوامبر ۲۰۱۱ وی دوباره در ترکیب تیم ارمنستان در مسابقات قهرمانی تیمی شطرنج اروپا بازی نمود که به مقام چهارمی تیمی دست یافت. در سال ۲۰۱۳ در جرموک در ششمین دوره جام یادبود کارن آسریان به مقام قهرمانی رسید.
| به‌دلیل برخی مشکلات فنی، نمودارها موقتاً قابل مشاهده نیستند. اطلاعات بیشتر پیرامون این مشکل در فابریکاتور و وبگاه مدیاویکی در دسترس است. | |
| | به‌دلیل برخی مشکلات فنی، نمودارها موقتاً قابل مشاهده نیستند. اطلاعات بیشتر پیرامون این مشکل در فابریکاتور و وبگاه مدیاویکی در دسترس است. |